# 黒田荘
黒田荘（くろだのしょう）とは、伊賀国名張郡（今の三重県名張市）にあった東大寺領の荘園である。

## 概要

### 成立
母体は天平勝宝7歳（755年）に孝謙天皇より東大寺に寄進された杣である板蠅杣（いたばえのそま）である。

### 東大寺と国司の対立
その後、杣工の食糧確保を名目に四至（しいし）を名張川から笠間川にかけての一帯に範囲を拡張し、長元7年（1034年）には四至が国司によって確認され、4年後の長暦2年（1038年）に杣内の見作田6町180歩の領有が公認された。また、住人と杣工に対する臨時雑役免除が認められ、これによって荘園への転換が図られた。その後、長久4年（1043年）頃に「黒田荘」と称するようになった。
だが、荘民は荘園拡大を図る東大寺の支援を受けて、周辺の公田を耕作して出作地を拡げることで、官物納入を拒んだ。更に、藤原実遠という人物が伊賀国にもっていた土地の一部が東大寺に渡ったことで、危機感を抱いた国司の藤原棟方及び小野守経は、黒田荘を攻撃して公領奪還を図った。
天喜元年（1053年）から3年間続いた戦いの結果、天喜4年（1056年）の官宣旨によって宇陀川・名張川よりの西側の地域に限定された（天喜事件）。それ以外の地域は没官されたものの、25町8段半に対する国使不入・国役免除が認められた。これが「黒田本荘」と呼ばれる、黒田荘の中核地域となる。また、国司側も東大寺側の権利を全面的に否定していた訳ではなく、出作を口実とした無制限な荘園拡大の抑制を食い止めることを意図していた。この事件をきっかけに両者の合意による利害調整が図られたという意味でも画期的なものであった。
その後も、国司や郡司・興福寺などの干渉を受けるが、東大寺は預所制を導入してこれらに対抗するとともに、荘民への支配体制の強化に乗り出した。保元2年（1157年）に初代預所となった僧侶・覚仁の下向以後、現地の荘官である大江氏らの協力を得て、支配体制の確立に成功する。そして、承安4年（1174年）には後白河院庁下文によって、地域一円289町2段余りの東大寺支配が認められることとなった。東大寺は荘民を寺奴（じぬ、寺院の奴隷）として扱い、田率人夫・万雑事を収取する名体制を完成させた。

### 東大寺と黒田悪党の対立
だが、鎌倉時代に入ると、黒田荘にも武家の勢力が浸透し、更に職の分化による在地構造の変化によって東大寺による支配体制が弱体化して、有力な名主などが領主化の傾向を見せ始めた。特に、下司・公文など主要な荘官の職を独占した大江氏は、御家人と結んで公然と年貢の抑留を図るなど自立の姿勢を見せた。
このため、東大寺側は鎌倉幕府などの支援を受けてこれを鎮圧しよう図り、大江氏らは東大寺の支配に不満を持つ一部荘民の支援を受けながら抵抗を続けた。こうした荘官・名主・荘民たちは、本所である東大寺及び領家である同寺院家に逆らう者として「悪党」と呼ばれ、黒田悪党（くろだのあくとう）として後世にまでその名を知られた。
東大寺と黒田悪党の争いは、弘安元年（1278年）から90年近くにわたって断続的に続いた。室町幕府成立後は東大寺は伊賀守護職仁木義長を頼り、黒田悪党は南朝と結んだが、貞和2年（1346年）に義長によって黒田悪党は制圧され、その後応安2年（1369年）に至って再起した悪党側を完全に屈服させた。

### 衰退
もっとも、国人として成長を遂げた名主層を以前のように強力に支配するだけの力は東大寺にはなく、室町幕府や越智氏などの大和国の国人領主（衆徒）による助力に依存して、ようやく支配体制の維持を実現する状況であった。嘉吉元年（1441年）の年貢100石の納入記録及び、戦国時代の永禄3年（1560年）における代官職請文が残されているものの、実態としては室町時代後期には荘園支配は解体に向かったと考えられている。

## 研究
黒田荘は立荘から衰退時までの史料が『東大寺文書』などに良好な状態で残存していることで有名である。その為、多くの歴史学者の研究対象とされ、荘園関係、悪党関係の研究では欠かすことができない存在として著名である。以下、著名な研究者と論考を挙げる。
- 竹内理三「荘の発展と荘民の生活」、「伊賀国黒田荘史料」
- 清水三男「東大寺領伊賀国黒田庄」
- 中村直勝「伊賀国黒田荘」
- 石母田正「中世的世界の形成」
- 戸田芳実「黒田庄における寺領と荘民―庄園制の非古代的性格について―」
- 新井孝重「東大寺領黒田荘の研究」
- 横内裕人「黒田荘と境絵図 私領から荘園へ」